# Mahesh Babu
Mahesh Babu (telugu: మహేష్ ‌బాబు), pseud  Prince, wł. Ghattamaneni Mahesh Babu (ur. 9 sierpnia 1975 w Ćennaju) – indyjski aktor z Tamilnadu. Gra w filmach wyprodukowanych przez Tollywood (w języku telugu).

## Życie osobiste
Dwa lata starsza od niego żona – aktorka Bollywoodu – Namrata Shirodkar (rola Jane w Duma i uprzedzenie). W sierpniu 2006 urodził im się syn Gautam Gattamaneni. Mahesh Babu jest synem aktora grającego w  telugu Krishna i Indiry Devi, ma starszego brata Ramesha, też aktora, dwie starsze siostry Padmavathi i Manjula oraz jedną młodszą Priyadarsini.
Od urodzenia, także poprzez naukę i studia związany z Ćennajem (Madras).

## Filmografia
| Rok  | Film                               | Rola                    | Uwagi |
| ---- | ---------------------------------- | ----------------------- | --- |
| 2018 | Bharat Ane Nenu                    | Bharath                 | zapowiedziany |
| 2017 | Spyder                             | Shiva                   | Dwujęzyczny film: tamilski i telugu |
| 2016 | Brahmotsavam                       | Ajay                    | dubbing w hindi pt. The Real Tevar 2 |
| 2015 | Srimanthudu                        | Harshavardhan           | Nagroda International Indian Film Academy dla Najlepszego Aktora (Telugu) Nagroda Filmfare dla Najlepszego Aktora (Telugu) Nagroda SIMA dla Najlepszego Aktora Nagroda Nandi dla Najlepszego Aktora dubbing w hindi pt. The Real Tevar |
| 2014 | Aagadu                             | 'Waleczny' Shankar      | dubbing w hindi pt. Encounter Shankar |
| 2014 | 1: Nenokkadine                     | Gautham                 | dubbing w hindi pt. 1-Ek Ka Dum |
| 2013 | Seethamma Vakitlo Sirimalle Chettu | Chinnodu                | Nagroda Filmfare dla Najlepszego Aktora (Telugu) Nagroda SIIMA dla Najlepszego Aktora dubbing w hindi pt. Sabse Badhkar Hum 2 |
| 2012 | Businessman                        | Surya Bhai              | dubbing w hindi pt. No.1 Businessman |
| 2011 | Dookudu                            | G. Ajay Kumar           | dubbing w tamiskim pt. Athiradi Vettai |
| 2010 | Khaleja                            | Raju                    | dubbing w hindi pt. Jigar Kaleja |
| 2007 | Athidhi                            | Athidhi                 | dubbing w tamilskim pt. Thani Kaatu Raja |
| 2006 | Sainikudu                          | Siddhartha              | dubbing w tamilskim pt. Kumaran |
| 2006 | Wojownik                           | Pandu / Krishna Manohar | Nagroda Filmfare dla Najlepszego Aktora (Telugu) |
| 2005 | Poszukiwany                        | Nanda Gopal             | dubbing w tamilskim pt.Nandu Nagroda Nandi dla Najlepszego Aktora |
| 2004 | Arjun                              | Arjun                   | dubbing w tamilskim pt. Varenda Maduraikku |
| 2004 | Naani                              | Naani                   | |
| 2003 | Nijam                              | Rama                    | |
| 2003 | Okkadu                             | Ajay                    | Nagroda Filmfare dla Najlepszego Aktora (Telugu), |
| 2002 | Bobby                              | Bobby                   | |
| 2002 | Takkari Donga                      | Raja                    | Nagroda Specjalna Juri Nandi , |
| 2001 | Murari                             | Murari                  | Nagroda Specjalna Juri Nandi , |
| 2000 | Vamsi                              | Vamsi                   | |
| 2000 | Yuvaraju                           | Srinivas                | |
| 1999 | Raja Kumarudu                      | Raja                    | dubbingg w hindi pt. Prince No. 1 dubbing w tamilskim pt.Kadhal Vennila Nagroda Nandi Award za Najlepszy Debiut, |